# Parabuthus stridulus
Espèce
Synonymes
- Parabuthus laevifrons militum Hewitt, 1918
- Parabuthus laevifrons concolor Hewitt, 1918

Parabuthus stridulus est une espèce de scorpions de la famille des Buthidae.

## Distribution
Cette espèce vit dans les régions de ǁKaras, de Hardap et d'Erongo en Namibie et dans la province de Cap-Nord en Afrique du sud.

## Description
Le mâle holotype mesure 74 mm.

## Publication originale
- Hewitt, 1913 : « The Percy Sladen Memorial Expedition to Great Namaqualand, 1912–1913. Records and descriptions of the Arachnida of the collection. » Annals of the Transvaal Museum, vol. 4, no 3, p. 146–159 (texte intégral).